# Mustafa Denizli
Mustafa Denizli, född 10 november 1949 i Izmir, Turkiet, var en turkisk fotbollsspelare och just nu jobbar som tränare. Genom åren har han bland annat tränat Galatasaray, Fenerbahçe, Beşiktaş. Mustafa Denizli är den enda tränaren som har vunnit 3 liga guld med de största Istanbul lagen. Han har vunnit med Galatasaray (1987–88), Fenerbahce (2000–01) och senast med Besiktas (2008–09).